# Diego Pazos
Pour les articles homonymes, voir Pazos.
Diego Pazos est un athlète suisse né le 28 novembre 1984 à Lausanne. Spécialiste de l'ultra-trail, il a notamment remporté l'Eiger Ultra Trail en 2016.

## Biographie
En 2017, avec Cédric Agassis un autre ultra-traileur, il crée le Montreux Trail Festival, une compétition de trail sur la Riviera vaudoise et dont le nom est un clin d'œil au Montreux Jazz Festival.

## Résultats
| no  | masculin           | Course                                 | Longueur | Départ          | Temps            |
| --- | ------------------ | -------------------------------------- | -------- | --------------- | ---------------- |
| 4e  | 4e                 | Grand Raid                             | 165 km   | 22 octobre 2015 | 26 h 24 min 36 s |
| 3e  | Médaille de bronze | Transgrancanaria                       | 125 km   | 4 mars 2016     | 14 h 11 min 02 s |
| 1er | Médaille d'or      | 80 km du Mont-Blanc                    | 82 km    | 24 juin 2016    | 10 h 52 min 45 s |
| 1er | Médaille d'or      | Eiger Ultra Trail                      | 101 km   | 16 juillet 2016 | 11 h 39 min 11 s |
| 6e  | 6e                 | Championnats du monde de trail         | 85 km    | 29 octobre 2016 | 8 h 54 min 00 s  |
| 4e  | 4e                 | Diagonale des fous                     | 168 km   | 19 octobre 2017 | 25 h 18 min 44 s |
| 1er | Médaille d'or      | Maxirace XL-Race                       | 85 km    | 26 mai 2018     | 8 h 17 min 55 s  |
| 2e  | Médaille d'argent  | Madeira Island Ultra Trail             | 115 km   | 27 avril 2019   | 14 h 13 min 59 s |
| 3e  | Médaille de bronze | Trail Verbier St-Bernard - X-Traversée | 73 km    | 6 juillet 2019  | 9 h 6 min 5 s    |
| 1er | Médaille d'or      | Cappadocia Ultra Trail                 | 119 km   | 16 octobre 2021 | 11 h 50 min 22 s |
| 2e  | Médaille d'argent  | Ultra-Trail di Corsica                 | 107,7 km | 7 juillet 2022  | 17 h 40 min 27 s |
| 2e  | Médaille d'argent  | Hardrock 100                           | 100 mi   | 12 juillet 2024 | 24 h 39 min 33 s |
| 4e  | 4e                 | Diagonale des Fous                     | 175 km   | 17 octobre 2024 | 26 h 33 min 42 s |